# 長吻小鯷
長吻小鯷（学名：Anchoa nasus）為輻鰭魚綱鲱形目鳀科的其中一種，分布於東太平洋區，從加利福尼亞灣至秘魯海域，棲息深度可達50公尺，本魚體延長，吻長度約3/4眼徑，體側具一條的銀色條紋，臀鰭軟條20-25條，體長可達14公分，喜群游，棲息在沿海，以浮游生物為食，可作為食用魚或餌魚。

## 擴展閱讀
維基物種上的相關：長吻小鯷